# Paweł Dobrowolski (muzyk)
Paweł Maciej Dobrowolski (ur. 25 października 1977 w Tarnowie) – polski perkusista, muzyk sesyjny, pedagog.

## Życiorys
Wychowywał się w Nowym Sączu. W szkole podstawowej uczęszczał na lekcję gry na fortepianie, zaś w wieku ok. 13, 14 lat rozpoczął naukę gry na perkusji. Praktyczne umiejętności zdobywał na scenie krakowskiego Jazz Clubu „U Muniaka” i „Jazz Campingu” w Zakopanem. Ukończył studia na Wydziale Jazzu i Muzyki Rozrywkowej w klasie perkusji dr. Adama Buczka na Akademii Muzycznej w Katowicach (przez pierwsze 2 lata studiował w trybie zaocznym w klasie perkusji Łukasza Żyty).
Współpracował, bądź nadal współpracuje z takimi wykonawcami jak: Anna Maria Jopek (od 2006 – stała współpraca), Nigel Kennedy, Terence Blanchard, Randy Brecker, Richard Bona, Dhafer Youssef, Mino Cinelu, Jeff Beck, Gonzalo Rubalcaba, Gil Goldstein, Makoto Ozone, NDR Big Band, Maria Schneider Jazz Orchestra, Jacques Schwarz-Bart, Gordon Haskell, Brad Terry, Luis Ribeiro, SBB, Michał Urbaniak, Urszula Dudziak, Zbigniew Namysłowski, Janusz Muniak, Tomasz Szukalski, Wojciech Karolak, Laboratorium (od sierpnia 2018 – stała współpraca), Zbigniew Wegehaupt, Krzysztof Ścierański, Janusz Skowron, Henryk Miśkiewicz, Andrzej Olejniczak, Adam Pierończyk, Grzegorz Nagórski, Krzysztof Herdzin, Adam Bałdych, Robert Majewski, Wojciech Majewski, Jacek Niedziela, Wojciech Niedziela, Mieczysław Szcześniak, Włodek Pawlik, Krzesimir Dębski, Anna Jurksztowicz, Adam Klocek, Kuba Badach, Dorota Miśkiewicz, Marek Napiórkowski, Paweł Tomaszewski, Rafał Sarnecki, Kroke, Grzech Piotrowski, Monika Borzym, Beata Przybytek, Marta Król, Kinga Głyk, Gary Guthman, Mariusz Bogdanowicz, Marek Bałata, Anna Serafińska, Paweł Kaczmarczyk, Ola Tomaszewska, Michał Wróblewski, Tomasz Szymuś Orkiestra, Łona i Webber, Marika, Bovska, Bisquit, Carmen Moreno, Monika Kuszyńska, Zakopower, Sasha Strunin, Marek Dyjak, Karim Martusewicz (Karimski Club), Rasm AlMashan i wielu innych.
Wielokrotnie występował w kraju, jak i za granicą, m.in. w: Australii, Japonii, Korei Południowej, Chinach, Indonezji, Indiach, Singapurze, Hongkongu, Tajwanie, Libanie, Izraelu, Palestynie, Turcji, Niemczech, Czechach, Francji, Holandii, Wielkiej Brytanii, Irlandii, Luksemburgu, Szwajcarii, Austrii, Hiszpanii, Włoszech, Rosji, Rumunii, Serbii, Ukrainie, Estonii, Łotwie, Białorusi, Szwecji, Norwegii, USA, Meksyku. Koncertował na wielu prestiżowych scenach np. Royal Albert Hall (Londyn), Olympia (Paryż), Opera (Tel Awiw), a także w filharmoniach w Europie i na świecie oraz na scenach klubów muzycznych takich, jak londyński „Ronnie Scott’s”, „Blue Note” w Tokio i w Mediolanie, paryski „New Morning” i wiele innych.
W dotychczasowym dorobku posiada ponad 60 nagranych płyt. Ponadto zarejestrował muzykę do kilku seriali telewizyjnych oraz brał udział w programach telewizyjnych realizowanych w stacjach polskich (TVP1, TVP2, Polsat, TVN), jak i zagranicznych (RTL, ZDF, BBC, Mezzo).
W 2018 roku uzyskał stopień doktora nauk o sztuce na Akademii Muzycznej im. Ignacego Jana Paderewskiego w Poznaniu. Jest wykładowcą w klasie perkusji na Wydziale Jazzu i Muzyki Rozrywkowej Akademii Muzycznej im. Karola Szymanowskiego w Katowicach, a także na Międzynarodowych Warsztatach Jazzowych w Puławach (w latach 2014, 2015, 2016, 2017) oraz na Międzynarodowych Warsztatach Jazzowych Cho-Jazz (w latach 2016, 2017, 2018, 2019, 2020).

## Nagrody, wyróżnienia i nominacje do nagród

### Festiwale jazzowe – nagrody i wyróżnienia
- Nagroda Główna dla zespołu Kaczmarczyk-Jaros-Dobrowolski Trio na XXVI Międzynarodowym Festiwalu Młodych i Debiutujących Zespołów Jazzowych Jazz Juniors w Krakowie (2002)[3]
- „Swingujący Kruk” (nagroda indywidualna dla muzyka solisty) – Hot Jazz Spring w Częstochowie (2003)[4]
- Grand Prix) w kategorii zespołowej dla Kaczmarczyk-Barański-Dobrowolski Trio – Jazz nad Odrą we Wrocławiu (2004)[3]
- I miejsce w Konkursie Zespołów Jazzowych w Radomiu (2004)[4]
- Główna Nagroda z zespołem Kaczmarczyk-Nowicki-Traczyk-Dobrowolski Quartet – konfrontacje zespołów jazzowych „Kultursalon Hörbiger” w Wiedniu (2004)[3]
- Nagroda Główna – „XXX Klucz Do Kariery” dla zespołu Kaczmarczyk-Święs-Dobrowolski-Trio Pomorska Jesień Jazzowa w Gorzowie Wielkopolskim (2004)[3]
- II miejsce – zespół Tomaszewski-Święs-Dobrowolski na XXVIII Jazz Juniors w Krakowie oraz wyróżnienie (w kategorii „Najlepszy Instrumentalista”) dla Pawła Dobrowolskiego (2004)[5][6]
- „Aniołek Jazzowy” (Grand Prix) – zespół Kaczmarczyk-Barański-Dobrowolski Trio – Bielska Zadymka Jazzowa (2005)[3][7]
- I nagroda – zespół Tomaszewski-Święs-Dobrowolski na Międzynarodowym Festiwalu Młodych i Debiutujących Zespołów Jazzowych Jazz Juniors (2005)[6]
- „Aniołek Jazzowy” (Grand Prix) – zespół Tomaszewski-Święs-Dobrowolski Trio – Bielska Zadymka Jazzowa (2006)[6][7]

### Nagrody artystyczne
- Płyta Roku "Jazz Forum" 2007 Paweł Kaczmarczyk Trio – Audiofeeling[4]
- Płyta Roku "Jazz Forum" 2010 – Paweł Kaczmarczyk Audiofeeling Band – Complexity in Simplicity[4]
- Wielokrotny zdobywca II miejsca w ankiecie Jazz Forum, w kategorii „Perkusista Roku”[4]

### Nagrody Akademii Fonograficznej „Fryderyk”(współpraca)
- Fryderyk 2006 w kategorii płyta roku – muzyka jazzowa dla albumu Assymetry Zbigniewa Namysłowskiego

### Nominacja do nagrody Akademii Fonograficznej „Fryderyk” (współpraca)
- Fryderyk 2015 w kategorii płyta roku – muzyka jazzowa; nominacja dla albumu Moderate Haste kwintetu Jacka Namysłowskiego
- Fryderyk 2016 w kategorii debiut roku – muzyka jazzowa; nominacja dla albumu Tęskno mi, tęskno Olgi Boczar
- Fryderyk 2017 w kategorii płyta roku – muzyka jazzowa; nominacja dla albumu Trójka Live sekstetu Marka Napiórkowskiego
- Fryderyk 2018 w kategorii płyta roku – muzyka jazzowa; nominacja dla albumu The Optimist Grzegorza Nagórskiego
- Fryderyk 2019 w kategorii płyta roku – muzyka dziecięca i młodzieżowa; nominacja dla albumu Dla Dzieci zespołu Karimski Club

## Dyskografia

### Albumy zespołowe
- 2005: Kaczmarczyk-Barański-Dobrowolski Trio – Live (CD, Polskie Radio Katowice – PRK CD 067)[8]
- 2007: Paweł Kaczmarczyk Trio – Audiofeeling (CD, Arms Records – ZP 140770 03)[4][9]
- 2008: The Nigel Kennedy Quintet – A Very Nice album (CD, EMI – 50999 213171 25)[10]
- 2009: Paweł Kaczmarczyk Audiofeeling Band – Complexity In Simplicity (CD, ACT – ACT 9484-2)[4][11]
- 2012: Filipowicz Quintet – Jazz tribute to Michael Jackson (CD, Polskie Radio – PRCD 1505)[12]
- 2013: Jarek Wist & Krzysztof Herdzin Big Band – Swinging With Sinatra. Live! (CD, Agencja Artystyczna Verità Nostra, DUX Recording Producers – DUX 0090)[13]
- 2014: Michał Wróblewski Trio – City Album (CD, Gats Production, Ellite Records)[14]
- 2014: Ted Novak Trio – Rural Crisis[15]
- 2016: Bartozzi Quartet – Bartozzi Quartet (CD, Bartozzi Project – BP002)[16]
- 2016: Marek Napiórkowski Sextet – Trójka Live (CD, Polskie Radio – PRCD 1914)[17]
- 2017: Marta Król & Paweł Tomaszewski Group – Tribute to The Police (CD, My Music – 20870812)[18][19]
- 2018: Karimski Club – Dla dzieci (CD, Wydawnictwo Agora)[20]; ponadto nagrał z zespołem muzykę do filmu Król życia z 2015 i Krępujące zdjęcia z rodzinnego albumu z 2017[2]
- 2021: SBB & NOSPR – Z miłości jestem – Live (CD, NOSPR)[21]